# Diecezja Floresta
Diecezja Floresta – diecezja rzymskokatolicka w Brazylii, powstała w 1964. W latach 1989–1997 ordynariuszem był polski misjonarz Czesław Stanula.

## Biskupi diecezjalni
- Bp Gabriele Marchesi (od 2013)
- Bp Adriano Ciocca Vasino (1999 – 2012)
- Bp Czesław Stanula, CSsR (1989 – 1997)
- Bp Francisco Xavier Nierhoff, MSF (1964 – 1988)